# Swan Songs (album d'Epik High)
Albums de Epik High
High Society
(2004) Black Swan Songs
(2006)
Swan Songs est un album d'Epik High sorti en 2005. C'est leur troisième album, qui était censé être leur dernier. Combinant une variété et un mélange de hip-hop, d'électronique, de rock et de jazz, l'album s'est attiré les louanges des critiques musicaux et de l'opinion publique coréenne depuis ses débuts. Dès sa sortie, l'album a été numéro un sur plusieurs classements et a fait main basse sur les prix hip-hop de fin d'année. « Fly » et « Paris » qui étaient les singles porteurs de l'album ont profité de cette popularité. « Fly » était l'une des musiques que l'on pouvait entendre sur le jeu vidéo FIFA 07. À la suite de nombreuses demandes voulant un remake de « Fly » et « Paris », un CD avec une sample a été sorti au Japon.

## Liste des pistes
| Swan Songs | Swan Songs                                           | Swan Songs | Swan Songs | Swan Songs | Swan Songs | Swan Songs | Swan Songs | Swan Songs | Swan Songs |
| No         | Titre                                                | Durée      |            |            |            |            |            |            |            |
| ---------- | ---------------------------------------------------- | ---------- | ---------- | ---------- | ---------- | ---------- | ---------- | ---------- | ---------- |
| 1.         | Innisfree (Intro)                                    | 1:00       |            |            |            |            |            |            |            |
| 2.         | Yesterday (ft. Go Young-jun de Brown Eyed Soul)      | 5:39       |            |            |            |            |            |            |            |
| 3.         | Lesson 3 (MC)                                        | 4:41       |            |            |            |            |            |            |            |
| 4.         | Fly (ft. Amin. J de Soulciety)                       | 3:21       |            |            |            |            |            |            |            |
| 5.         | Funkdamental (ft. UnknownDJs)                        | 1:33       |            |            |            |            |            |            |            |
| 6.         | 그녀는 몰라 (ft. MYK)                                | 4:44       |            |            |            |            |            |            |            |
| 7.         | Ride (ft. L Wan)                                     | 4:25       |            |            |            |            |            |            |            |
| 8.         | 이별, 만남... 그 중점에서 (ft. Alex de Clazziquai)   | 4:31       |            |            |            |            |            |            |            |
| 9.         | The Epikurean (Intermission)                         | 1:07       |            |            |            |            |            |            |            |
| 10.        | Paris (ft. Jisun de Loveholic)                       | 3:39       |            |            |            |            |            |            |            |
| 11.        | Let It Rain (ft. 김종완 de Nell)                     | 4:40       |            |            |            |            |            |            |            |
| 12.        | 도시가 눈을 감지 않는 이유 (ft. 이정, Infinite Flow) | 4:37       |            |            |            |            |            |            |            |
| 13.        | Follow The Flow (ft. MYK, D-Tox)                     | 3:35       |            |            |            |            |            |            |            |
| 14.        | Swan Song (ft. TBNY)                                 | 4:58       |            |            |            |            |            |            |            |
| 15.        | Goodbye (Outro)                                      | 1:43       |            |            |            |            |            |            |            |
| 16.        | Bone Us: Elements (ft. DJ Wreckx et MYK)             | 3:44       |            |            |            |            |            |            |            |
| 57:57      |                                                      |            |            |            |            |            |            |            |            |